# Ferula tunetana
Espèce
Ferula tunetana est une espèce de plantes à fleurs de la famille des Apiaceae, endémique de la Tunisie.

## Description générale
La tige striée, rameuse, est recouverte à sa base de fibres provenant de la décomposition des gaines des feuilles inférieures de l'année précédente. Les feuilles très grandes, vert cendré, de forme triangulaire, sont très divisées en lanières courtes. Le limbe porte aux extrémités de ses folioles de petites aspérités. Les inflorescences forment une boule. L'ombelle centrale est à peine dépassée par les latérales. Les fleurs sont jaunes ; elles s'épanouissent en mars-avril. Les pédicelles mesurent environ 15 mm. Les fruits presque ronds mesurent 16 mm sur 14 mm. Ils possèdent un bord translucide presque aussi large que la graine.
Par la forme et la rareté voire l'absence des poils de ses feuilles, par les aspérités présentes à l'extrémité des folioles, par la longueur similaire des pédicelles, F. tunetana ressemble à Ferula longipes. Celle-ci s'en distingue par la largeur des fruits et de leur bord translucide ; elle est de toute façon absente de Tunisie.

## Taxinomie
Le 12 novembre 1886, Jules-Aimé Battandier présente à la Société botanique de France une nouvelle espèce décrite par Pomel, Ferula tunetana.

## Écologie
Ferula tunetana est une espèce endémique de Tunisie. Elle y pousse dans les lieux sablonneux et les bords des champs du centre et du sud du pays : près d'El Jem, Kairouan, Chebba, Matmata, Moularès et sur le bord nord du Chott el-Fejaj.